# Pervenstvo Futbol'noj Nacional'noj Ligi 2020-2021
La Pervenstvo Futbol'noj Nacional'noj Ligi 2020-2021, nota anche come PFN Ligi 2020-2021 è stata la ventinovesima edizione della seconda serie del campionato russo di calcio.
Il campionato è iniziato il 1º agosto 2020 ed è terminato il 15 maggio 2021.

## Stagione

### Novità
Dalla PFN Ligi 2019-2020 sono state promosse in Prem'er-Liga il Rotor e il Chimki. Dalla Prem'er-Liga 2019-2020 sono retrocesse Kryl'ja Sovetov Samara ed Orenburg.
Sono retrocesse in PPF Ligi l'Armavir, l'Avangard Kursk, il Luč Vladivostok e il Mordovija. Dalla PPF Ligi sono state promosse Akron Togliatti, Dinamo Brjansk, Irtyš Omsk, Veles Mosca, Volgar' Astrachan' e Alanija Vladikavkaz, quest'ultimo per ripescagigo.

### Formula
Le 22 squadre si affrontavano in un girone all'italiana con partite di andata e ritorno, per un totale di 42 giornate. Le prime due classificate venivano promosse direttamente in Prem'er-Liga, mentre le ultime sei classificate retrocedevano in Pervenstvo Professional'noj Futbol'noj Ligi. La terza e la quarta classificata giocavano uno spareggio promozione/retrocessione contro terzultima e quartultima di Prem'er-Liga. Le squadre formazioni riserve di club di massima serie non ptoevano essere promosse.

### Avvenimenti
Il 15 maggio 2021, la Federcalcio russa ha annunciato che gli spareggi promozione-retrocessione non si sarebbero giocati. Tale decisione è arrivata a seguito della mancata concessione della licenza nazionale a Orenburg e Alanija Vladikavkaz, classificatesi rispettivamente seconda e quarta in campionato. A seguito di ciò, il Nižnij Novgorod - classificatosi terzo - è stato promosso in Prem'er-Liga.
Allo stesso tempo si è provveduto al ripescaggio della sestultima classificata, l'Akron Togliatti, in quanto il Tambov, retrocesso dalla massima serie, non ha ottenuto la licenza per giocare il campionato 2021-2022.

## Squadre partecipanti
| Squadra                | Stagione | Città           | Stadio                          | Stagione precedente                             |
| ---------------------- | -------- | --------------- | ------------------------------- | ----------------------------------------------- |
| Akron Togliatti        | dettagli | Togliatti       | Stadio Kristall                 | 1º nel Girone Urali-Volga di PPF Ligi, promosso |
| Alanija Vladikavkaz    | dettagli | Vladikavkaz     | Respublikanskij stadion Spartak | 2º nel Girone Sud di PPF Ligi, ripescato        |
| Baltika                | dettagli | Kaliningrad     | Arena Baltika                   | 7º in PFN Ligi                                  |
| Čajka Pesčanopskoe     | dettagli | Pesčanokopskoe  | Stadio Centrale                 | 10º in PFN Ligi                                 |
| Čertanovo              | dettagli | Mosca           | Arena Čertanovo                 | 3º in PFN Ligi                                  |
| Dinamo Brjansk         | dettagli | Brjansk         | Stadio Dinamo                   | 1º nel Girone Centro di PPF Ligi, promosso      |
| Enisej                 | dettagli | Krasnojarsk     | Stadio Centrale                 | 14º in PFN Ligi                                 |
| Fakel Voronež          | dettagli | Voronež         | Tsentralnyi Profsoyuz           | 19º in PFN Ligi                                 |
| Irtyš Omsk             | dettagli | Omsk            | Stadio Krasnaja Zvezda          | 1º nel Girone Sud di PPF Ligi, promosso         |
| Krasnodar-2            | dettagli | Krasnodar       | Stadio Kuban'                   | 16º in PFN Ligi                                 |
| Kryl'ja Sovetov Samara | dettagli | Samara          | Cosmos Arena                    | 15º posto in Prem'er-Liga, retrocesso           |
| Neftechimik            | dettagli | Nižnekamsk      | Stadio Neftechimik              | 5º in PFN Ligi                                  |
| Nižnij Novgorod        | dettagli | Nižnij Novgorod | Stadio Nižnij Novgorod          | 11º in PFN Ligi                                 |
| Orenburg               | dettagli | Orenburg        | Stadio Gazovik                  | 16º posto in Prem'er-Liga, retrocesso           |
| Šinnik                 | dettagli | Jaroslavl'      | Stadio Šinnik                   | 8º in PFN Ligi                                  |
| SKA-Chabarovsk         | dettagli | Chabarovsk      | Stadio Lenin                    | 6º in PFN Ligi                                  |
| Spartak-2 Mosca        | dettagli | Mosca           | Accademia Spartak               | 17º in PFN Ligi                                 |
| Tekstilščik Ivanovo    | dettagli | Ivanovo         | Stadio Tekstilščik              | 18º in PFN Ligi                                 |
| Tom' Tomsk             | dettagli | Tomsk           | Stadio Trud                     | 9º in PFN Ligi                                  |
| Torpedo Mosca          | dettagli | Mosca           | Stadio Ėduard Strel'cov         | 4º in PFN Ligi                                  |
| Veles Mosca            | dettagli | Mosca           | Avangard Stadium                | 1º posto nel Girone Ovest di PPF Ligi, promosso |
| Volgar' Astrachan'     | dettagli | Astrachan'      | Stadio Centrale                 | 1º nel Girone Sud di PPF Ligi, promosso         |

## Classifica finale
|  | Pos. | Squadra                | Pt  | G  | V  | N  | P  | GF  | GS | DR  |
|  | ---- | ---------------------- | --- | -- | -- | -- | -- | --- | -- | --- |
|  | 1.   | Kryl'ja Sovetov Samara | 101 | 42 | 32 | 5  | 5  | 100 | 26 | +74 |
|  | 2.   | Orenburg               | 94  | 42 | 28 | 10 | 4  | 78  | 33 | +45 |
|  | 3.   | Nižnij Novgorod        | 88  | 42 | 27 | 7  | 8  | 67  | 28 | +39 |
|  | 4.   | Alanija Vladikavkaz    | 77  | 42 | 22 | 11 | 9  | 74  | 40 | +34 |
|  | 5.   | Baltika                | 73  | 42 | 22 | 7  | 13 | 49  | 35 | +14 |
|  | 6.   | Torpedo Mosca          | 72  | 42 | 21 | 9  | 12 | 65  | 41 | +24 |
|  | 7.   | Neftechimik            | 70  | 42 | 20 | 10 | 12 | 64  | 44 | +20 |
|  | 8.   | Veles Mosca            | 66  | 42 | 18 | 12 | 12 | 54  | 46 | +8  |
|  | 9.   | Fakel Voronež          | 64  | 42 | 17 | 13 | 12 | 57  | 43 | +14 |
|  | 10.  | Enisej                 | 63  | 42 | 19 | 6  | 17 | 52  | 54 | -2  |
|  | 11.  | SKA-Chabarovsk         | 60  | 42 | 17 | 9  | 16 | 52  | 47 | +5  |
|  | 12.  | Čajka Pesčanopskoe     | 56  | 42 | 15 | 11 | 16 | 44  | 53 | -9  |
|  | 13.  | Volgar' Astrachan'     | 54  | 42 | 14 | 12 | 16 | 47  | 45 | +2  |
|  | 14.  | Spartak-2 Mosca        | 49  | 42 | 14 | 7  | 21 | 53  | 77 | -24 |
|  | 15.  | Tekstilščik Ivanovo    | 47  | 42 | 12 | 11 | 19 | 32  | 51 | -19 |
|  | 16.  | Krasnodar-2            | 45  | 42 | 11 | 12 | 19 | 46  | 68 | -22 |
|  | 17.  | Akron Togliatti        | 42  | 42 | 10 | 12 | 20 | 35  | 54 | -19 |
|  | 18.  | Tom' Tomsk             | 41  | 42 | 10 | 11 | 21 | 32  | 50 | -18 |
|  | 19.  | Irtyš Omsk             | 35  | 42 | 9  | 8  | 25 | 33  | 61 | -28 |
|  | 20.  | Dinamo Brjansk (-3)    | 32  | 42 | 10 | 5  | 27 | 24  | 66 | -42 |
|  | 21.  | Čertanovo              | 27  | 42 | 7  | 6  | 29 | 35  | 80 | -45 |
|  | 22.  | Šinnik                 | 23  | 42 | 5  | 10 | 27 | 39  | 90 | -51 |

Legenda:
      Promossa in Prem'er-Liga 2021-2022.
      Retrocessa in Vtoroj divizion FNL 2021-2022.
Note:
Tre punti a vittoria, uno a pareggio, zero a sconfitta.

## Statistiche

### Classifica marcatori
| Gol |  |  | Giocatore           | Squadra                |
| --- |  |  | ------------------- | ---------------------- |
| 40  |  |  | Ivan Sergeev        | Kryl'ja Sovetov Samara |
| 24  |  |  | Dmitrij Vorob'ëv    | Orenburg               |
| 17  |  |  | Merabi Uribia       | Neftechimik            |
| 16  |  |  | Ėduard Spercjan     | Krasnodar-2            |
| 14  |  |  | Egor Golenkov       | Kryl'ja Sovetov Samara |
| 13  |  |  | Batraz Gurciev      | Alanija Vladikavkaz    |
| 12  |  |  | Konstantin Bazeljuk | SKA-Chabarovsk         |
| 12  |  |  | Joel Fameyeh        | Orenburg               |
| 12  |  |  | Amur Kalmykov       | Torpedo Mosca          |
| 12  |  |  | Andrej Razborov     | Fakel Voronež          |